# Metalhead (álbum de Saxon)
Metalhead es el décimo cuarto álbum de estudio de la banda británica de heavy metal Saxon, publicado en 1999 por el sello SPV/Steamhammer Records. El disco siguió con la base metalera que la banda había comenzado en 1991 con Solid Ball of Rock.
Es el primer trabajo en que participa el baterista alemán Fritz Random, tras la salida obligada de Nigel Glockler debido a problemas con su cuello que le impedía poder tocar bien. Sin embargo, antes de su retirada alcanzó a componer la introducción del álbum y parte de la música de otras canciones.

## Lista de canciones
Todas las canciones fueron escritas por Byfford, Quinn, Carter y Scarratt excepto la intro que fue escrita por Nigel Glockler.

| N.º | Título                      | Duración |  |
| 1.  | «Intro»                     | 1:24     |  |
| 2.  | «Metalhead»                 | 4:52     |  |
| 3.  | «Are We Travellers in Time» | 5:17     |  |
| 4.  | «Conquistador»              | 4:42     |  |
| 5.  | «What Goes Around»          | 4:24     |  |
| 6.  | «Song of Evil»              | 4:12     |  |
| 7.  | «All Guns Blazing»          | 3:53     |  |
| 8.  | «Prisoner»                  | 4:12     |  |
| 9.  | «Piss Off»                  | 4:04     |  |
| 10. | «Watching You»              | 5:18     |  |
| 11. | «Sea of Life»               | 8:11     |  |

## Miembros
- Biff Byford: voz
- Paul Quinn: guitarra eléctrica
- Doug Scarratt: guitarra eléctrica
- Nibbs Carter: bajo
- Fritz Random: batería
- Chris Bay: teclados (músico de sesión)